# Berkut (roman)
Berkut (izvirni angleški naslov The Berkut) je alternativnozgodovinski roman, ki ga je napisal Joseph Heywood; prvič je izšel leta 1987 pri založbi Random House.

## Vsebina
Berkut se ukvarja s pobegom Adolfa Hitlerja iz obleganega Berlina maja 1945. Celotna zgodba se nato odvija okoli bega Hitlerja in njegovih spremljevalcev pred skupino sovjetskih vojakov.
Za razliko od drugih romanov alternativne zgodovine Berkut ne spremeni zgodovine v celoti in izid dogodkov je enak kot v resnici. Tako Hitler, namesto da stori samomor, podtakne truplo dvojnika in pobegne iz Berlina. Za celotni svet je tako mrtev, toda Stalin pošlje v Berlin skupino preiskovalcev, ki odkrijejo pobeg, a na Stalinov ukaz to zamolčijo javnosti in ga pričnejo loviti. Po dolgotrajnem begu ga končno ulovijo in ga zaprejo v majhno kletko v podzemlju Kremlja. Tam ga do svoje smrti hodi gledat le Stalin. Ko Stalin umre, je Hitler ubit in klet zazidana.